# Marvin Harrison Jr.
(en) Statistiques sur pro-football-reference
Marvin Darnell Harrison Jr., né le 11 août 2002 à Philadelphie en Pennsylvanie, est un sportif professionnel américain de football américain évoluant au poste de wide receiver.
Sélectionné en 4e choix lors du premier tour de la draft 2024 de la NFL par la franchise des Cardinals de l'Arizona, il a auparavant joué au niveau universitaire pendant trois saisons pour les Buckeyes de l'université d'État de l'Ohio dans la NCAA Division I FBS. Pendant son séjour à Ohio State, il est reconnu unanimement joueur All-American à deux reprises et remporte le Fred Biletnikoff Award en 2023.
Il est le fils du wide receiver Marvin Harrison, joueur des Colts d'Indianapolis (1996-2008) et intronisé en 2016 au Pro Football Hall of Fame.

## Biographie

### Jeunesse
Marvin Harrison Jr. naît le 11 août 2002 à Philadelphie en Pennsylvanie, de Dawne et Marvin Harrison,. Son père, Marvin, est un wide receiver, ayant joué pour les Colts d'Indianapolis de 1996 à 2008 et ayant été intronisé au Pro Football Hall of Fame en 2016.
Harrison grandit en jouant au basket-ball et au football américain, avant de se concentrer pleinement sur le football américain dès son entrée au lycée La Salle College High School. Il y joue une saison (année freshman), avant d'être transféré au lycée St. Joseph's Preparatory School,,. Avec St. Josephs, il aide l'équipe à accéder à la finale de l'État pendant trois saisons consécutives. Il y établit le record de la Philadelphia Catholic League avec 2 625 yards gagnés en réceptions et 37 touchdowns inscrits en réceptions,. À St. Josephs, il joue avec le quarterback des Buckeyes d'Ohio State, Kyle McCord.
En sortant du lycée, Harrison est considéré comme le 14e meilleur wide receiver de sa classe et une possible recrue quatre étoiles. Il rejoint Ohio State, malgré des offres de Florida, Michigan, Penn State, LSU, Notre Dame ou encore Texas A&M,. Harrison mentionne l'entraîneur des receveurs d'Ohio State, Brian Hartline (en), comme étant une des raisons qui l'ont fait rejoindre les Buckeyes, en plus de l'atmosphère de l'université, ses infrastructures et sa relation avec le quarterback Kyle McCord,,.
| Nom                                                                              | Poste                                                | Ville naissance  | Lycée                           | Taille              | Poids          | 40Y.D.‡ | Date test,      |
| -------------------------------------------------------------------------------- | ---------------------------------------------------- | ---------------- | ------------------------------- | ------------------- | -------------- | ------- | --------------- |
| Marvin Harrison Jr.                                                              | WR                                                   | Philadelphie, PE | St. Joseph's Preparatory School | 1.91 m (6 ft, 3 in) | 86 kg (190 lb) | ND      | 31 octobre 2010 |
| Marvin Harrison Jr.                                                              | Scout : ND - Rivals : - 247Sports : - Cote ESPN : 85 |                  |                                 |                     |                |         | 31 octobre 2010 |
| ‡ signifie course à pied de 40 yards Le grade maximum donné par ESPN est de 100. |                                                      |                  |                                 |                     |                |         |                 |

### Carrière universitaire

#### 2021
En tant que freshman en 2021, son temps de jeu est limité, alors qu'il est derrière les futurs choix de premier tour de draft Garrett Wilson, Chris Olave et Jaxon Smith-Njigba (en). Avec seulement 5 réceptions pour un gain total de 68 yards pendant la saison régulière, il est titularisé pour la première fois à l'occasion du Rose Bowl 2022, Wilson et Olave s'étant tous deux déclarés pour la draft 2022. Il y effectue 6 réceptions gagnant 71 yards et inscrivant 3 touchdowns lors de la victoire 48 à 45 contre les Utes de l'Utah.

#### 2022

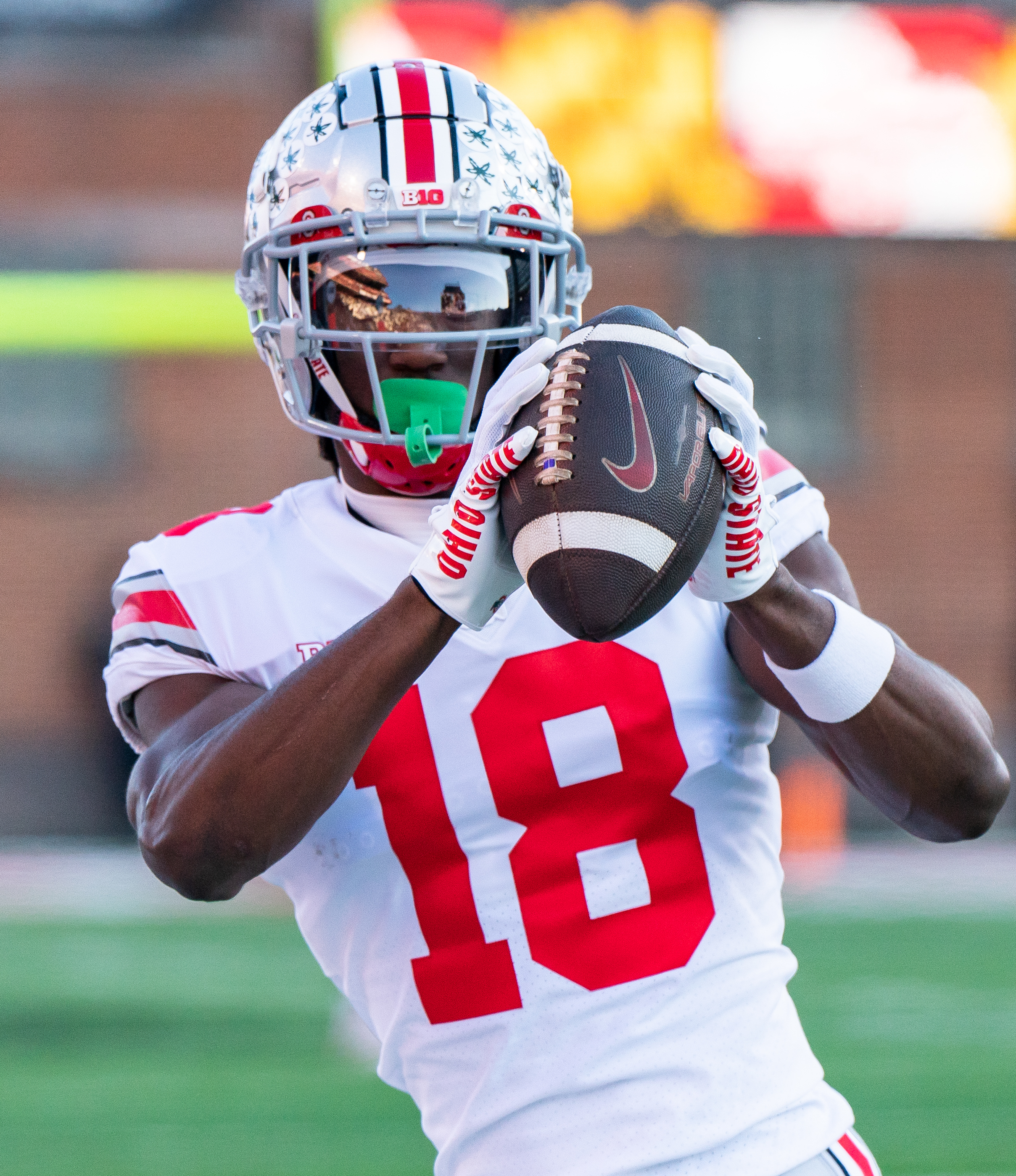
Harrison Jr. lors d'un échauffement d'avant match en 2022.

Sa saison 2022 suscite de grandes attentes auprès des médias après sa performance au Rose Bowl,,. Lors du match d'ouverture de la saison contre Notre Dame, Harrison réussit 5 réceptions pour un gain de 76 yards. Le receveur Jaxon Smith-Njigba (en) s'étant blessé au cours de cette rencontre, Harrison est désigné titulaire au poste de wide receiver pour le reste de la saison,. Lors de son premier match en tant que titulaire (victoire contre Arkansas State), Harrison effectue 7 réceptions pour un gain impressionnant de 184 yards, inscrivant 3 touchdowns. La semaine suivante lors de la victoire contre Toledo, il gagne à nouveau plus de 100 yards (102) en 6 réceptions en inscrivant 2 touchdowns. Après deux performances moyennes contre Wisconsin et Rutgers, il s'améliore contre Michigan State, effectuant 7 réceptions pour 132 yards et 3 touchdowns. Il termine ainsi sa troisième rencontre à 3 touchdowns, établissant un nouveau record de son université.
Harrison réussit 10 réceptions pour un gain de 185 yards lors de la victoire 44 à 31 contre Penn State en 9e semaine. Deux semaines plus tard, il gagne, encore une fois, plus de 100 yards en réceptions contre Indiana. Contre les rivaux de Michigan, Harrison enregistre son sixième match de la saison à 100 yards malgré la première défaite de son équipe (23 à 45),. Malgré cela, Ohio State participe au College Football Playoff où ils affrontent lors du Peach Bowl, les Bulldogs de la Géorgie, champions en titre. Les médias estiment que le sort du match pourrait se décider dans l'affrontement entre Harrison et le cornerback des Bulldogs, Kelee Ringo (en),,. En première mi-temps, Harrison effectue cinq réceptions, gagnant 106 yards et inscrivant deux touchdowns, ce qui permet à Ohio State de mener 35 à 24. Lors du troisième quart, à la suite d'un plaquage sévère de Javon Bullard (en), Harrison est victime d'une commotion cérébrale ce qui met un terme à son match. Les Bulldogs remontent au score et remportent le match 42-41,.

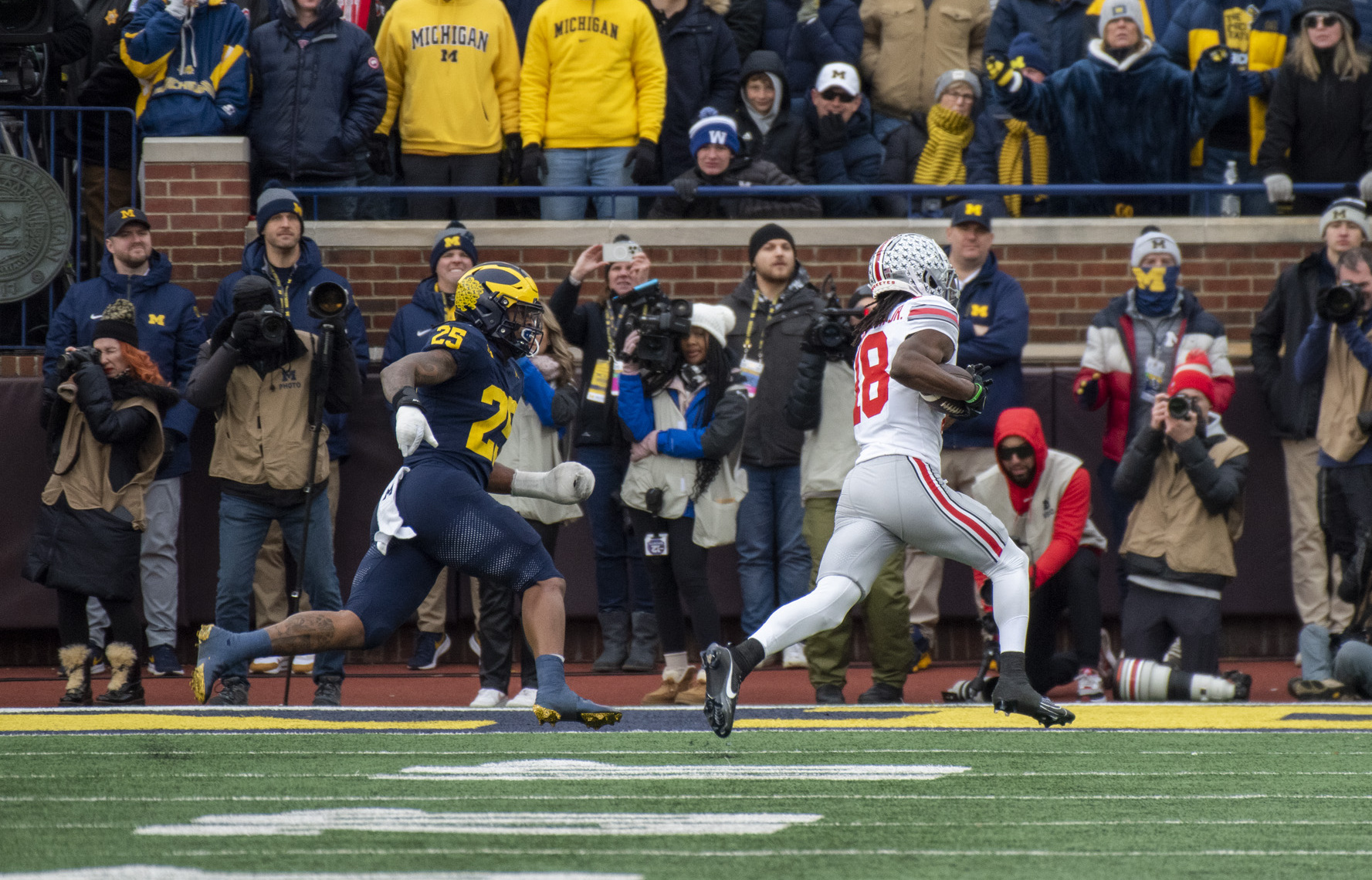
Harrison inscrivant un touchdown contre Michigan en 2023.

À la fin de la saison, Harrison totalise 1 263 yards et 14 touchdowns. Il est reconnu joueur All-American et il se voit décerner le trophée Ritcher-Howard remis au meilleur receveur de la saison en Big Ten Conference,.

#### 2023
Au Pro Day 2022 d'Ohio State organisé en prévision de la draft 2023 de la NFL, Harrison sert de receveur pour le quarterback C. J. Stroud. Bien qu'il ne soit pas éligible avant 2024 pour se présenter à la draft, ses performances attirent plus de couverture médiatique que les candidats à la draft 2023,,.
Au début de la saison 2023, Harrison est considéré comme étant le meilleur receveur universitaire,,. Avec un bilan de 1 211 yards gagnés en réceptions et 14 touchdowns inscrits, il se voit décerner le Fred Biletnikoff Award 2023  et déclare vouloir se présenter à la draft 2024 de la NFL.

### Carrière professionnelle
| Taille              | Poids          | Bras           | Main          | Sprint   | Sprint   | Sprint   | Shuttle 20 yards | 3 cones drill | Détente   | Détente     | Développé couché | Test Wonderlic |
| Taille              | Poids          | Bras           | Main          | 40 yards | 10 yards | 20 yards | Shuttle 20 yards | 3 cones drill | verticale | horizontale | Développé couché | Test Wonderlic |
| 1,91 m (6 ft 3¼ in) | 95 kg (209 lb) | 81 cm (31⅞ in) | 24 cm (9½ in) | -        | -        | -        | -                | -             | -         | -           | -                | -              |

#### Draft
Harrison est sélectionné en 4e choix global lors du premier tour de la draft 2024 de la NFL par la franchise des Cardinals de l'Arizona.

## Statistiques

### Universitaires
| Année       | Équipe                | Statut      | MJ |     | Passes réceptionnées | Passes réceptionnées | Passes réceptionnées | Passes réceptionnées |       | Courses | Courses | Courses | Courses |
| Année       | Équipe                | Statut      | MJ | Nb. | Yards                | Moy.                 | TD                   | Nb.                  | Yards | Moy.    | TD      |         |         |
| 2021        | Buckeyes d'Ohio State | Fr.         | 13 | 011 | 0 139                | 12,6                 | 03                   | -                    | -     | -       | -       |         |         |
| 2022        | Buckeyes d'Ohio State | So.         | 13 | 077 | 1 263                | 16,4                 | 14                   | 2                    | 32    | 16,0    | 0       |         |         |
| 2023        | Buckeyes d'Ohio State | Jr.         | 12 | 067 | 1 211                | 17,6                 | 14                   | 2                    | 26    | 13,0    | 1       |         |         |
| Totaux NCAA | Totaux NCAA           | Totaux NCAA | 37 | 150 | 2 495                | 16,6                 | 31                   | 4                    | 58    | 14,5    | 1       |         |         |

### Professionnelles
| Année | Équipe                 | MJ |                | Passes réceptionnées | Passes réceptionnées | Passes réceptionnées | Passes réceptionnées |                | Courses        | Courses        | Courses | Courses |  | Fumbles | Fumbles |
| Année | Équipe                 | MJ | Nb.            | Yards                | Moy.                 | TD                   | Nb.                  | Yards          | Moy.           | TD             | Nb.     | Perdus  |  |         |         |
| 2024  | Cardinals de l'Arizona | ?  | Saison à venir | Saison à venir       | Saison à venir       | Saison à venir       | Saison à venir       | Saison à venir | Saison à venir | Saison à venir | ?       | ?       |  |         |         |

## Trophées et honneurs

### NCAA
- 2021 : Vainqueur du Rose Bowl 2022.
- 2022 :
  - Nommé joueur All-American :
  - Vainqueur du trophée Ritcher-Howard (en) du meilleur receveur de la saison en conférence Big Ten :
  - Sélectionné dans la première équipe de la conférence Big Ten.
- 2023 :
  - Nommé All-American ;
  - Vainqueur du Fred Biletnikoff Award décerné au meilleur receveur universitaire ;
  - Vainqueur du trophée Chicago Tribune Silver Football (en) décerné au meilleur joueur de la conférence Big Ten par le Chicago Tribune ;
  - Vainqueur du trophée Ritcher-Howard  décerné au meilleur receveur de la saison en conférence Big Ten ;
  - Vainqueur du trophée Graham–George Offensive Player of the Year (en) décerné au meilleur joueur offensif de l'année en conférence Big Ten ;
  - Sélectionné dans la première équipe de la conférence Big Ten.

## Vie privée
Harrison est chrétien et est membre associé de l'œuvre de bienfaisance Ronald McDonald House Charities de la région métropolitaine de Columbus en Ohio.
Il tient son surnom de Maserati Marv du commentateur sportif sur Fox Sports, Gus Johnson (en) qui le surnomme ainsi lors du match universitaire opposant Ohio State à Penn State en octobre 2023. Interrogé sur ce surnom après le match, Harrison l'approuve.